# Anheuser-Busch InBev
Anheuser-Busch InBev N.V./S.A. (abreviado como AB InBev) es una empresa multinacional  con sede en Lovaina, Bélgica. Es la mayor fabricante mundial de cerveza, con una cuota del mercado mundial próxima al 25 %.
Es la empresa que produce cervezas de marca global como Budweiser, Corona Extra, Stella Artois y Beck's, además de cervezas locales en países en donde opera. En España es el principal accionista de la Compañía Cervecera de Canarias que produce las marcas Cerveza Dorada y Tropical. También posee derechos sobre las cervezas mexicanas Negra Modelo y Modelo Especial. 
El 29 de junio de 2012, AB InBev anunció la compra del 49 % restante de Grupo Modelo por la suma de 20.100 millones de dólares. Grupo Modelo es la mayor cervecera de México con una cuota de mercado del 57% con marcas como Corona, Pacífico, Victoria, León, Barrilito y Estrella. No obstante, la marca Corona es propiedad de Constellation Brands en el mercado de Estados Unidos.
En octubre de 2016, Anheuser-Busch InBev anunció la adquisición de su antigua rival cervecera sudafricana SABMiller, convirtiéndose con ello en la empresa más grande del mundo en la industria de la cerveza y controlando con ello un tercio del mercado mundial cervecero.

## Historia
AB InBev fue creada gracias a la compra de la cervecera estadounidense Anheuser-Busch por parte de la compañía belgo-brasileña InBev, que a su vez se había creado de la unión de AmBev e Interbrew.
- Interbrew: Fue creada en 1987 a través de la fusión de las dos compañías más grandes de cerveza en Bélgica: Artois, con sede en Lovaina, y Piedboeuf, con sede en Jupille. La Cervercería Artois, antes conocida como Den Hoorn, data su fundación muy atrás en el siglo XIV, en el año 1366.
- AmBev (abreviatura de Companhia de Bebidas das Américas, o Compañía de Bebidas de las Américas): Fue creada en 1999 a través de la fusión de las dos compañías cerveceras más grandes de Brasil, Antarctica (fundada en 1882) y Brahma (fundada en 1888).
- Anheuser-Busch: Fue establecida en 1860 en St. Louis, Misuri, Estados Unidos, como Anheuser & Co.

En 2004, Interbrew y AmBev se fusionaron para crear la cervecera más grande del mundo: InBev. La transacción fue avaluada en $11,500 millones de dólares y convirtió a la tercera (Interbrew) y quinta (Ambev) cerveceras más grandes en la primera con su fusión.
En 2006, InBev adquirió la cervercera Fujian Sedrin de China, lo que colocó a InBev como la tercera cervecera más grande de China. En 2007, Labatt adquirió Lakeport en Canadá e InBev incrementó su paquete accionario en Quinsa, fortaleciendo la presencia de la compañía en Argentina, Bolivia, Paraguay y Uruguay.
El 18 de noviembre de 2008, se completó la fusión InBev y Anheuser-Busch, creándose Anheuser–Busch InBev, la cervecera más grande del mundo y la quinta compañía más grande entre las compañías de productos de consumo. Bajo los términos del convenio de fusión, todas las participaciones de Anheuser-Busch fueron adquiridas por 70 dólares estadounidenses cada una, en efectivo, para dar un total de 52,000 millones dólares.
En octubre de 2015, Anheuser-Busch InBev hizo una oferta por US$ 103.6 mil millones para adquirir a su rival sudafricana SABMiller. La compañía había ofrecido previamente £ 38, £ 40 y £ 42.15 por acción, respectivamente, pero SABMiller rechazó cada una de dichas ofertas, lanzando una contrapropuesta de venta cercana a las £ 45 por acción (lo que hubiera significado un total de £ 69.7 mil millones). 
Finalmente, el 13 de octubre de ese año, el trato fue cerrado en £ 45 por acción, con lo que los accionistas mayoritarios de SABMiller aceptaron vender a Anheuser-Busch InBev por un total de £ 69 mil millones o US$ 106 mil millones, representados en dinero y acciones de AB InBev, además de asientos en la Junta Directiva. Con esta negociación, AB InBev adquirió el control de Cervecería Bavaria en Colombia y sus subsidiarias en Centroamérica y el Caribe.

## Propiedad
Anheuser-Busch InBev está controlado por las aristócratas y nobles familias belgas de tradición cervecera Van Damme, De Mévius y Spoelberch, quienes poseen el 28,6% de la compañía, y los multimillonarios inversores brasileños Jorge Paulo Lemann, Carlos Alberto Sicupira y Marcel Telles (antiguos dueños de cerveza Brahma, la cual ahora es parte del catálogo de AB InBev), quienes poseen el 22,7% a través de su firma de inversión privada 3G Capital. Entre los accionistas menores se destacan la estadounidense Grupo Altria con el 10,5% y la familia colombiana Santo Domingo, en cabeza de Alejandro Santo Domingo, por medio del conglomerado empresarial familiar Valorem con el 6%, quienes eran accionistas de la ahora división comercial de AB InBev SABMiller.